# Ruggieru Friggieri
Ruggieru Friggieri (* 11. April 1886 in Floriana; † 31. August 1925) in seiner Heimat wegen seiner Schnelligkeit auch unter dem Spitznamen iz-Zibga bekannt, war ein maltesischer Fußballspieler auf der Position eines Verteidigers. Er gilt als bester maltesischer Außenverteidiger aller Zeiten und war der erste „Superstar“ des maltesischen Fußballs.

## Laufbahn
Friggieri begann seine Laufbahn in der Saison 1902/03 im Alter von 16 Jahren bei seinem Heimatverein FC Floriana. Als seine Familie 1904 ins benachbarte Valletta verzog, schloss er sich dem Hauptstadtverein Valletta United an. 1908 kehrte er zum FC Floriana zurück und führte den Verein als Mannschaftskapitän zu den ersten drei Meistertiteln der neu eingeführten maltesischen Liga. In der ersten Meistersaison blieb der FC Floriana sogar ohne Gegentor, was in erster Linie ein Verdienst von Friggieri war.
Zwischen 1913 und 1916 spielte er für die italienischen Vereine Messina FC und SSC Neapel, wo er den Spitznamen Piccolo Diavolo Maltese (dt. Kleiner maltesischer Teufel) erhielt.
1916 kehrte er nach Malta zurück, wo er sich zunächst dem seinerzeit größten Rivalen seines Exvereins Floriana, dem FC St. George’s, anschloss, mit dem er prompt einen weiteren Meistertitel gewann. 1922 wechselte er zum Sliema Wanderers FC, der fortan zum größten Rivalen des FC Floriana erwuchs. Mit den Wanderers gewann er zwei Meistertitel. Für die Saison 1925/26 war seine Rückkehr zum FC Floriana geplant, doch sein unerwartet früher Tod im Alter von 39 Jahren machte dieses Vorhaben zunichte.
Er ist auf dem Friedhof Santa Maria Addolorata in Paola begraben.

## Erfolge
- Maltesischer Fußballmeister: 1910, 1912 und 1913 (mit Floriana), 1917 (mit St. George’s), 1923 und 1924 (mit Sliema Wanderers)
- Maltesischer Pokalsieger: 1911 und 1913 (mit Floriana), 1917 (mit St. George’s), 1922 und 1924 (mit Sliema Wanderers)